# Pierremont-sur-Amance
Pierremont-sur-Amance is een gemeente in het Franse departement Haute-Marne (regio Grand Est) en telt 170 inwoners (2005). De plaats maakt deel uit van het arrondissement Langres.

## Geografie
De oppervlakte van Pierremont-sur-Amance bedraagt 16,8 km², de bevolkingsdichtheid is 10,1 inwoners per km².
De onderstaande kaart toont de ligging van Pierremont-sur-Amance met de belangrijkste infrastructuur en aangrenzende gemeenten.

## Demografie
Onderstaande figuur toont het verloop van het inwonertal (bron: INSEE-tellingen).

1. ↑  Populations de référence 2022.